# 沼梭菌属
沼梭菌属（学名：Hydraeomyces）是虫囊菌科的一属。

## 下属物种
本属包括以下物种：
- Hydraeomyces halipli (Thaxter) Thaxter
- Hydraeomyces venetus Speg.